# Luise Heilborn-Körbitz
Luise Heilborn-Körbitz (* 25. Juli 1874 in Berlin; † 15. Januar 1961 ebenda) war eine deutsche Drehbuchautorin und Dramaturgin.

## Leben
Luise Heilborn-Körbitz war die Schwester von Adolf Heilborn. Sie studierte Literatur und Sprachen. 1912 wurde sie Dramaturgin der Filmfirma Bioscop und verfasste Drehbücher, die meist von Emil Albes verfilmt wurden. Außerdem stellte sie die Kopien fertig und überwachte den Filmschnitt. Bei Kriegsausbruch 1914 investierte sie 20.000 Reichsmark in die Bioscop, um den Fortgang der Produktion sicherzustellen.
Nach dem Verkauf der Firma verließ sie diese im April 1919 und wurde freie Autorin. 1923 verpflichtete Lupu Pick sie als Dramaturgin für die Rex-Firma. In dieser Funktion war sie für die Bearbeitung ausländischer Filme, die Übersetzung der Zwischentitel und den Schnitt verantwortlich.
Seit 1920 arbeitete sie mit Regisseur Gerhard Lamprecht zusammen. Ihre bedeutendste Arbeit in dieser Zeit war das mit Alfred Fekete verfasste Drehbuch zur Romanverfilmung von Thomas Manns Buddenbrooks. 1925 wechselte sie zur National-Film AG und adaptierte vorwiegend Romanstoffe, darunter Hermann Sudermanns Der Katzensteg.
Sie arbeitete u. a. unter dem Pseudonym Hanns Torius.
Mit Beginn der 1930er Jahre zog sie sich aus gesundheitlichen Gründen aus der Filmwelt zurück und gab die volkstümlich-naturwissenschaftlichen Bücher ihres Bruders heraus. Nach dem Zweiten Weltkrieg lebte sie in West-Berlin.

## Filmografie
- 1912: Sklave der Liebe
- 1912: Der Dritte
- 1912: Wenn Frauen lieben
- 1912: Die Tarantella
- 1912: Die Revolutions-Hochzeit
- 1912: Wie Brüderchen und Schwesterchen das Christkind besuchten
- 1912: Kauft Watteschäfchen
- 1913: Kasperl-Lotte
- 1913: Das Ehrenwort
- 1913: Der Herr des Todes
- 1914: Bedingung – Kein Anhang!
- 1914: Alt-Heidelberg, Du feine …
- 1914: Die Heldin von St. Honorée
- 1914: Die Grenzwacht im Osten
- 1914: Das Leuchtfeuer von Lubaczow
- 1915: O, du mein Österreich
- 1915: Die drei Glocken von San Martino
- 1916: Das Opfer einer Frau
- 1916: Regina
- 1918: Das Spitzentuch der Fürstin Wolkowska
- 1918: Irrwege der Liebe
- 1918: Wenn das Leben ruft
- 1920: Das Sahnenbaiser
- 1920: Die Lackstiefel
- 1920: Nachtbekanntschaft
- 1921: Der Friedhof der Lebenden
- 1921: Pfropf- und Wumpfenschrumpfer
- 1923: Das Haus ohne Lachen
- 1923: Buddenbrooks
- 1923: Zaïda
- 1924: Sylvester (nur Schnitt)
- 1925: Die Verrufenen
- 1925: Hanseaten
- 1925: Die Millionenkompagnie
- 1926: Die vom anderen Ufer
- 1926: Menschen untereinander
- 1926: Kubinke, der Barbier, und die drei Dienstmädchen
- 1926: Die Unehelichen
- 1927: Schwester Veronica
- 1927: Der Katzensteg
- 1927: Schwere Jungs – leichte Mädchen
- 1928: Der alte Fritz (2 Teile)
- 1928: Wenn die Mutter und die Tochter...
- 1928: Eva in Seide
- 1928: Unter der Laterne
- 1928: Ossi hat die Hosen an
- 1928: Lemkes sel. Witwe
- 1928: Der Mann mit dem Laubfrosch